# Vir bonus dicendi peritus
Vir bonus dicendi peritus ("uomo di valore, ed esperto nell'arte della parola") è una locuzione latina attribuita a Catone e in seguito ripresa da Cicerone e Quintiliano. 
Descrive le qualità dell'oratore ideale, enfatizzando l'importanza delle qualità morali (bonus) insieme alla perizia tecnica dell'eloquenza (dicendi peritus).
È stata spesso posta in correlazione con un'altra celebre massima attribuita a Catone: Rem tene, verba sequentur ("se conosci l'argomento, le parole seguiranno"), perché si è sospettato che come l'altra potrebbe essere stata solo mutuata, e non creata, da Catone che le avrebbe entrambe attinte dai suoi contatti con il mondo greco. 
In particolare, Cicerone in alcuni scritti usa la locuzione come sinonimo di "avvocato", affiancando alla professionalità del peritus dicendi (esperto nel parlare) le qualità morali del vir bonus (della persona dall'alta moralità, eticamente irreprensibile), e la locuzione assume quindi un suo rilievo in deontologia forense in quanto il rhetor spende per il suo assistito il suo peculio di reputazione professionale, composta di capacità di euléghein (dire il bene), da cui il peritus, e di valore, un concetto più ampio della mera bonomia, ma comunque riassumibile nel bonus.